# La Lomaza De Belchite
La Lomaza De Belchite este o arie protejată (arie specială de conservare — SAC, sit de importanță comunitară — SCI) din Spania întinsă pe o suprafață de 1.192,94 ha, integral pe uscat.

## Localizare
Centrul sitului La Lomaza De Belchite este situat la coordonatele 41°23′12″N 0°41′54″W / 41.3868°N 0.698317°V.

## Înființare
Situl La Lomaza De Belchite a fost declarat sit de importanță comunitară în aprilie 1999 pentru a proteja un număr necunoscut de specii din flora spontană și fauna sălbatică aflate în arealul zonei. Situl a fost protejat și ca arie specială de conservare în februarie 2021.

## Biodiversitate
Situată în ecoregiunea mediteraneană, aria protejată conține 2 habitate naturale: Vegetație gipsofilă iberică (Gypsophiletalia), Tufărișuri halofile mediteraneene și termo-atlantice (Sarcocornetea fruticosi).
La baza desemnării sitului se află un număr nedeclarat de specii protejate.
Pe lângă speciile protejate, pe teritoriul sitului au mai fost identificate 4 specii de plante, 10 specii de păsări, 3 specii de amfibieni, 1 specie de mamifere, 2 specii de reptile.